# Porphyrinia sinuata
Porphyrinia sinuata är en fjärilsart som beskrevs av Leo Schwingenschuss 1938. Porphyrinia sinuata ingår i släktet Porphyrinia och familjen nattflyn. Inga underarter finns listade i Catalogue of Life.